# 竹村真一
竹村 真一（たけむら しんいち、1959年 - ）は、日本の文化人類学者。ZEN大学知能情報社会学部教授。
財団法人アジアクラブ主任研究員、東北芸術工科大学教授、京都芸術大学教授などを歴任した。

## 人物
大阪生まれ。竹村健一の長男。東京大学文学部哲学科卒、同大学院・文化人類学博士課程満期退学。（財）アジアクラブ主任研究員、東北芸術工科大学助教授、教授などを経て京都芸術大学教授。その後、2025年に開学したZEN大学にて知能情報社会学部の教授に就任した。

## 著書
- 『呼吸するネットワーク (「叢書」インターネット社会) 岩波書店 1998
- 『宇宙樹』慶應義塾大学出版会 2004
- 『地球の目線 環境文明の日本ビジョン』PHP新書 2008
- 『新炭素革命 地球を救うウルトラ"C"』PHP研究所 2015

### 共編著
- 『22世紀のグランドデザイン』編. 慶應義塾大学出版会, 2001
- 『ひとのゆくえ (サクセスフルエイジング) 編著. 求龍堂 2002
- 『人間力。』竹村健一共著. 太陽企画出版, 2004
- 『環東京湾構想 新たな成長と人間本来の生き方のために』山崎養世共著 朝日新聞出版 2009
- 『地球大学講義録 3・11後のソーシャルデザイン』丸の内地球環境倶楽部共編著. 日本経済新聞出版社 2011
- 『地球を聴く 3・11後をめぐる対話』坂本龍一共著 日本経済新聞出版社 2012